# سرود ملی مونته‌نگرو
اج، سویلتا زورو  سرود ملی کشور مونته‌نگرو است که از سال ۲۰۰۴ میلادی رسماً مورد استفاده قرار می‌گیرد. این سرود پیش از این که به سرود ملی کشور تبدیل شود، آهنگ عامیانه و پرطرفداری در بین مردم مونته‌نگرو بود که متن آن نیز تفاوت زیادی با نمونه کنونی آن داشت. ساخت این آهنگ به نیمه دوم قرن ۱۹ میلادی باز می‌گردد که با این مضمون آغاز می‌شد:  اوه، ای طلوع تابناک قهرمانی، اوه.